# Goephanes comorensis
Goephanes comorensis là một loài bọ cánh cứng trong họ Cerambycidae.